# Glochidion pilosum
Glochidion pilosum är en emblikaväxtart som först beskrevs av João de Loureiro, och fick sitt nu gällande namn av Elmer Drew Merrill. Glochidion pilosum ingår i släktet Glochidion och familjen emblikaväxter.
Artens utbredningsområde är Vietnam. Inga underarter finns listade i Catalogue of Life.